# 巴拉-杜欧鲁
巴拉-杜欧鲁是巴西托坎廷斯州的一个市镇。总面积1106.339平方公里，总人口3581人，人口密度3.2人/平方公里。